# Blackwater (comté de Meath)
Pour les articles homonymes, voir Blackwater.
La rivière « Blackwater » (en gaélique : An Uisce Dubh), également appelée Blackwater de Kells, ou encore Leinster Blackwater, est une rivière qui traverse le comté de Cavan et le comté de Meath en Irlande. C'est un affluent de la rivière Boyne qui se déverse en mer d'Irlande à Drogheda. (C'est une des deux rivières Blackwater qui sont affluents de la Boyne, dans le comté de Meath, l'autre, l'Enfield Blackwater (en), prenant sa source dans le comté de Kildare.)
Elle prend sa source au sud de Cavan, près de la ville de Bailieborough. Elle traverse le lac Ramor à Virginia puis passe à Kells, avant de rejoindre la rivière Boyne à Navan, comté de Meath.

### Article lié
- Liste des cours d'eau d'Irlande